# Trophée Lalique de 1998
Trophée Lalique de 1998 foi a décima segunda edição do Trophée Lalique, um evento anual de patinação artística no gelo organizado pela Federação Francesa de Esportes no Gelo (em francês:  Federation Française des Sports de Glace), e que fez parte do Grand Prix de 1998–99. A competição foi disputada entre os dias 20 de novembro e 22 de novembro, na cidade de Paris, França.

## Eventos
- Individual masculino
- Individual feminino
- Duplas
- Dança no gelo

## Medalhistas
| Evento                        | Ouro                                        | Prata                                           | Bronze                                           |
| Individual masculino detalhes | Alexei Yagudin · Rússia                     | Michael Weiss · Estados Unidos                  | Emmanuel Sandhu · Canadá                         |
| Individual feminino detalhes  | Maria Butyrskaya · Rússia                   | Nicole Bobek · Estados Unidos                   | Vanessa Gusmeroli · França                       |
| Duplas detalhes               | Sarah Abitbol · Stéphane Bernadis · França  | Kyoko Ina · John Zimmerman · Estados Unidos     | Marina Eltsova · Andrei Bushkov · Rússia         |
| Dança no gelo detalhes        | Marina Anissina · Gwendal Peizerat · França | Barbara Fusar-Poli · Maurizio Margagli · Itália | Margarita Drobiazko · Povilas Vanagas · Lituânia |

## Resultados

### Individual masculino
| Pos.              | Nome              | Nacionalidade  | Pontos | PC | PL |
| ----------------- | ----------------- | -------------- | ------ | -- | -- |
| Medalha de ouro   | Alexei Yagudin    | Rússia         | 2.0    | 2  | 1  |
| Medalha de prata  | Michael Weiss     | Estados Unidos | 2.5    | 1  | 2  |
| Medalha de bronze | Emmanuel Sandhu   | Canadá         | 5.5    | 5  | 3  |
| 4                 | Dmitry Dmitrenko  | Ucrânia        | 5.5    | 3  | 4  |
| 5                 | Laurent Tobel     | França         | 8.0    | 4  | 6  |
| 6                 | Andrejs Vlascenko | Alemanha       | 9.0    | 8  | 5  |
| 7                 | Roman Skornyakov  | Uzbequistão    | 11.0   | 6  | 8  |
| 8                 | Sven Meyer        | Alemanha       | 11.5   | 9  | 7  |
| 9                 | Thierry Cerez     | França         | 12.5   | 7  | 9  |
| 10                | Makoto Okazaki    | Japão          | 15.5   | 11 | 10 |
| 11                | Angelo Dolfini    | Itália         | 16.0   | 10 | 11 |

### Individual feminino
| Pos.              | Nome              | Nacionalidade  | Pontos | PC | PL |
| ----------------- | ----------------- | -------------- | ------ | -- | -- |
| Medalha de ouro   | Maria Butyrskaya  | Rússia         | 2.5    | 3  | 1  |
| Medalha de prata  | Nicole Bobek      | Estados Unidos | 2.5    | 1  | 2  |
| Medalha de bronze | Vanessa Gusmeroli | França         | 5.0    | 4  | 3  |
| 4                 | Elena Liashenko   | Ucrânia        | 5.0    | 2  | 4  |
| 5                 | Laetitia Hubert   | França         | 7.5    | 5  | 5  |
| 6                 | Diána Póth        | Hungria        | 9.0    | 6  | 6  |
| 7                 | Mojca Kopač       | Eslovénia      | 11.0   | 8  | 7  |
| 8                 | Andrea Diewald    | Alemanha       | 11.5   | 7  | 8  |
| 9                 | Tara Ferguson     | Canadá         | 13.5   | 9  | 9  |

### Duplas
| Pos.              | Nome                                | Nacionalidade  | Pontos | PC | PL |
| ----------------- | ----------------------------------- | -------------- | ------ | -- | -- |
| Medalha de ouro   | Sarah Abitbol / Stéphane Bernadis   | França         | 1.5    | 1  | 1  |
| Medalha de prata  | Kyoko Ina / John Zimmerman          | Estados Unidos | 4.0    | 4  | 2  |
| Medalha de bronze | Marina Eltsova / Andrei Bushkov     | Rússia         | 4.0    | 2  | 3  |
| 4                 | Kristy Sargeant / Kris Wirtz        | Canadá         | 5.5    | 3  | 4  |
| 5                 | Tatiana Totmianina / Maksim Marinin | Rússia         | 7.5    | 5  | 5  |
| 6                 | Valerie Saurette / J S Fecteau      | Canadá         | 9.0    | 6  | 6  |
| 7                 | Oľga Beständigová / Jozef Beständig | Eslováquia     | 10.5   | 7  | 7  |

### Dança no gelo
| Pos.              | Nome                                    | Nacionalidade  | Pontos | DC | DO | DL |
| ----------------- | --------------------------------------- | -------------- | ------ | -- | -- | -- |
| Medalha de ouro   | Marina Anissina / Gwendal Peizerat      | França         | 2.0    | 1  | 1  | 1  |
| Medalha de prata  | Barbara Fusar-Poli / Maurizio Margaglio | Itália         | 4.0    | 2  | 2  | 2  |
| Medalha de bronze | Margarita Drobiazko / Povilas Vanagas   | Lituânia       | 6.0    | 3  | 3  | 3  |
| 4                 | Anna Semenovich / Vladimir Fedorov      | Rússia         | 8.6    | 4  | 5  | 4  |
| 5                 | Galit Chait / Sergey Sakhnovsky         | Israel         | 10.2   | 7  | 4  | 5  |
| 6                 | Marie France Dubreuil / Patrice Lauzon  | Canadá         | 12.6   | 6  | 7  | 6  |
| 7                 | Isabelle Delobel / Olivier Schoenfelder | França         | 12.6   | 5  | 6  | 7  |
| 8                 | Eliane Hugentobler / Daniel Hugentobler | Suíça          | 17.4   | 10 | 9  | 8  |
| 9                 | Magali Sauri / Olivier Chapuis          | França         | 18.0   | 8  | 8  | 10 |
| 10                | Debbie Kogel / Oleg Fediukov            | Estados Unidos | 18.6   | 9  | 10 | 9  |

## Quadro de medalhas
| Ordem | País           | Medalha de ouro | Medalha de prata | Medalha de bronze |    | Ordem por total |
| ----- | -------------- | --------------- | ---------------- | ----------------- | -- | --------------- |
| 1     | França         | 2               |                  | 1                 | 3  | 1               |
| 1     | Rússia         | 2               |                  | 1                 | 3  | 1               |
| 3     | Estados Unidos |                 | 3                |                   | 3  | 1               |
| 4     | Itália         |                 | 1                |                   | 1  | 4               |
| 5     | Canadá         |                 |                  | 1                 | 1  | 4               |
| 5     | Lituânia       |                 |                  | 1                 | 1  | 4               |
| TOTAL | TOTAL          | 4               | 4                | 4                 | 12 | —               |